# میلان (موشک ضد تانک)
میلان یک موشک میان‌برد و قابل‌حمل ضدتانک است؛ که توسط شرکت Euromissile تولید شده‌است. این شرکت در منطقه Fontenay-aux-Roses در فرانسه واقع است. Euromissile در واقع کنسرسیومی است که توسط شرکت هوافضای دایملر از آلمان و شرکت ماترا از فرانسه تشکیل شده‌است که اکنون یک شرکت تابعه از مجموعه ایرباس است.
این موشک برای اولین بار توسط ماترا فعال گشت و بعد از آن با Matra BAE Dynamics و Alenia Marconi در MBDA ادغام گشت. این سیستم تحت لیسانس بهارت دینامیک هند نیز ساخته شده‌است.
این سیستم برای ارتش فرانسه و آلمان توسعه داده شد و بیش از ۳۶۰۰۰۰ موشک و ۱۰۰۰۰ واحد پرتاب ساخته شده از سال ۱۹۷۲ تا کنون، میلان در ۴۳ کشور در دنیا در خدمت بوده‌است.
سامانه موشکی میلان از دو بخش موشک انداز و موشک تشکیل می‌شود. حمل و نقل میلان اولیه به وسیله نفر صورت می‌گرفت اما نمونه‌های بعدی آن روی خودروهای زرهی و غیر زرهی نیز مستقر شد. نمونه‌های مختلفی از این موشک تولید شد که عبارتند از Milan-1,Millan-2,Milan-2T,Milan-3,Milan-ER.
در جنگ فالکند از موشک میلان با موفقیت زیاد برای انهدام پناهگاه‌ها زیر زمینی کشور آرژانتین استفاده شد. برنامه‌های طولانی برای جایگزینی موشک جاولین آمریکا با موشک گیل اسرائیل به جای موشک میلان وجود دارد. انگلستان در اواخر سال ۲۰۰۱ با هدف انجام آزمایش‌های موشکی تعدادی از سامانه‌های موشکی را خریداری کرد. دو سامانه موشکی هدایت شونده ضد تانک جاولین و گیل تنها رقبای میلان هستند که دولت انگلیس آن‌ها را برای تجهیز ارتش و لشکر زرهی پیاده‌نظام خود انتخاب کرده‌است. میلان افزون بر تانک‌های رزمی می‌تواند هدف‌های دیگری همچون انواع هدف‌های ثابت در میدان نبرد را مورد حمله قرار دهد. در جنگ سال ۱۹۸۷ که بین دو کشور چاد و لیبی صورت گرفت ارزیابی شد که ۱۲ فروند موشک میلان که کشور چاد آن‌ها را بر روی کامیون‌های سبک تویاتا سوار کرده یود به تنهایی پاسخگوی بیش از ۶۰ دستگاه تانک T_۵۵ وT_۶۲ لیبی بودند. گزارشات دیگر از منابع مختلف موید این موضوع است. کشور مصر نیز در سال ۱۹۷۳ از این موشک در جنگ علیه اسرائیل استفاده کرد.

## تاریخچه
میلان از هدایت نیمه خودکار فرمان به خط دید برخوردار است.کنترل موشک از طریق بردار رانش (نازل‌های متحرک موتور برای تغییر جهات بردار رانش) انجام می‌شود و موشک نیز به تجهیزات نشانه روی حساس فروسرخ مجهز است. سامانه ردیابی فروسرخ با همکاری مشترک دو کشور فرانسه و آلمان ساخته شده‌است. زمانی که موشک پرتاب می‌شود چهار بالک انتهایی آن باعث حرکت موشک حول محور افقی و تثبیت آن در حین پرواز می‌شود. موشک انداز و تجهیزات نشانه روی با هم هستند و در پرتاب‌های زمینی این مجموعه روی یک سه‌پایه قرار می‌گیرد. این مکانیزم باعث می‌شود که بتوان موشک میلان را از روی تجهیزات و خودروهای نیمه زرهی نیز شلیک کرد.
آماده کردن موشک میلان برای شلیک آسان است. هنگام شلیک موشک تیرانداز فقط علامت نشانه روی خود را روی هدف نگه داشته و بقیه کارها به صورت خودکار توسط سامانه هدایت نیمه خودکار فرمان به خط دید انجام می‌شود.
موشک ضد زره Milan-۲
این نوع موشک که نسل دوم موشک میلان محسوب می‌شود در سال ۱۹۸۳ طراحی و یک سال بعد در خط تولید قرار گرفت. در سال ۱۹۸۴ به خدمت ارتش کشورهای فرانسه، آلمان و انگلیس درآمد. در سال ۱۹۸۵ آمریکا این سامانه موشکی را مورد ارزیابی قرار داد. سرجنگی آن از نوع خرج گود است که توانایی نفوذ به زره‌های کامپوزیتی و پیشرفته را داراست. موشک میلان ۲ نسبت به موشک پایه دارای توانایی عمق نفوذ بیش تری است. این ویژگی به خاطر پراپ دماغه موشک است که موجب افزایش فاصله دورایستایی موشک شده‌است. موشک میلان ۲ دارای هدایت نیمه خودکار فرمان به خط دید با استفاده از سیم است. بیشینه برد موشک ۲۰۰۰ متر و کمینه برد ۲۵ متر است. موشک با سرعت متوسط ۷۲۰ کیلومتر در ساعت در ۱۲/۵ ثانیه به پیشینه برد خود می‌رسد. موشک دارای طول ۹۱۸ میلیمتر، قطر ۱۲۵ میلی‌متر و وزن ۶/۷۳ کیلوگرم است. امکان شلیک ۳ تا گلوله در دقیقه فراهم است. سرجنگی موشک به وزن ۲/۷۰ کیلوگرم و قطر ۱۱۵ میلی‌متر است که دارای ۱/۷۹ کیلوگرم ماده شدیدالانفجار و قدرت نفوذ ۲۵۳ میلیمتری در زره‌ است.
موشک Milan-2T
در سال ۱۹۶۸ Milan-2T در مسیر توسعه قرار گرفت. در سال ۱۹۹۱ Milan-2T که دارای سرجنگی خرج گود دو مرحله‌ای بود به خدمت ارتش فرانسه و آلمان درآمد. از این موشک برای انهدام اهدافی که به وسیله زره واکنشی انفجاری محافظت می‌شوند استفاده می‌شود.
موشک Milan-2ER
این موشک که برد آن به ۳۰۰۰ متر افزایش یافته و جدیدترین نسل میلان محسوب می‌شود با همکاری فرانسه و هندوستان تولید شده و از توانایی پیشرفته و برد بیش تر برخوردار است. سرجنگی آن می‌تواند تا ۱۰۰۰ میلی‌متر در زره واکنشگر انفجاری یا زره همگن نفوذ کند. قدرت نفوذ آن در بتون مسلح نیز ۳ متر است. برای این موشک یک موضع شلیک دیجیتالی جدید طراحی و ساخته شده‌است. در این موضع شلیک یک تصویربردار حرارتی یکپارچه به همراه یک خروجی ویدئویی وجود دارد که موجب می‌شود موقعیت تیرانداز و موشک انداز از هم فاصله پیدا کند. وزن این شلیک جدید با احتساب دو موشک کمتر از ۴۵ کیلوگرم است.
میلان ER نسل جدید سلاح پیاده‌نظام برای حمایت از آتش تاکتیکی و دقیق نزدیک عملیات رزمی در عراق است. این تکامل از میلان مبارزه با اثبات شده و فوق‌العاده قابل اعتماد است در حال حاضر در حال استفاده در بیش از ۴۰ کشور در سراسر جهان است و ایده‌آل برای الحاق به آینده جنگ شبکه محور (NCW) سیستم مناسب است.
میلان ER با حفظ تمام عملکرد و ویژگی‌های عملیاتی خانواده میلان (ارگونومی، قابلیت اطمینان، صحت، استحکام و انعطاف‌پذیری استفاده تاکتیکی) شامل بروزرسانی‌هایی شده‌است. همچنین دارای فناوری‌های نسل آینده لازم برای پاسخگویی به نیازهای جدید در مبارزه در حالی که هزینه‌های زندگی در کل چرخه سازگار با محدودیت‌های بودجه‌ای از نیروهای مسلح. این فناوری‌های جدید باعث بروز رسانی‌هایی شامل بهره‌برداری از کلاهک پیشرفته، سیستم نیروی محرکه، که در پرواز قدرت مانور و میدان عملیاتی (در حال حاضر تا ۳٬۰۰۰ متر به عنوان مخالف ۲٬۰۰۰ متر از مهمات نسل میلان قبلی) نقش مؤثری دارند.
موشک دارای سرعت ۲۰۰ متر در ثانیه برد ۴۰۰ تا ۲۰۰۰ متر و سرجنگی دو مرحله‌ای ضد تانک با قدرت انفجاری بسیار بالا است. موشک به طول ۱/۲ متر، وزن ۷/۱ کیلوگرم، قطر ۰/۱۲۵ متر دارای پیشرانش راکت سوخت جامد است.
سامانه پرتاب و تجهیزات نشانه روی این موشک با هم بوده و در پرتاب‌های زمینی این مجموعه روی سه‌پایه قرار می‌گیرد. این مکانیزم باعث می‌شود که بتوان میلان را از روی تجهیزات ضد و خودروهای نیمه زرهی شلیک کرد. سامانه پرتاب متشکل از یک سامانه دید و یک مجموعه هدایت است که روی سه‌پایه نصب می‌شود. تعیین‌کننده فروسرخ، انحراف زاویه بین موشک و خط دید به هدف را اندازه‌گیری می‌کند. تمام سامانه‌های پرتاب موشک میلان را می‌توان به سامانه‌های پرتاب میلان ۳ ارتقاء داد و از آن برای شلیک گونه‌های مختلف موشک میلان استفاده می‌شود.
موشک برای شلیک به دو خدمه نیاز دارد. یکی تیرانداز که سه‌پایه شلیک را حمل می‌کند و دیگری کمک تیرانداز یا بارکننده موشک که دو موشک را با خود حمل می‌کند. شلیک موشک در وضعیت عادی ه این صورت است که تیرانداز علامت دوربین را روی هدف قرار داده و دکمه شلیک را فشار می‌دهد. موشک از داخل لوله پرتاب شلیک می‌شود و خود لوله پرتاب نیز پشت موشک انداز پرتاب می‌شود. پس از آن می‌توان موشک را دوباره بارگذاری کرد. مرحله اول پیشرانش به مدت ۱/۵ ثانیه می‌سوزد و موشک را از داخل موشک انداز تا یک فاصله تقریباً ۳ متری پرتاب می‌کند و مرحله دوم پیشرانش نیز ۱۱ ثانیه‌است که سرعتی فراتر از ۲۰۰ متر بر ثانیه و بیشینه برد ۲ کیلومتر برای یک زمان پرواز ۱۲/۵ ثانیه به موشک می‌دهد. پس از شلیک موشک بالک‌های موشک باز شده و موشک را در وضعیت ثابت قرار می‌دهند. وقتی موشک از دید تیرانداز ناپدید می‌شود. تیرانداز با نگه داشتن علامت + دوربین که در طول پرواز موشک روی هدف متمرکز است کار ردگیری هدف را به آسانی دنبال می‌کند. در طول پرواز موشک روی هدف متمرکز است کار ردگیری هدف را به آسانی دنبال می‌کند. در طول پرواز به منظور برخورد نکردن با موانع موشک به صورت خودکار ۰/۵ متر بالاتر از دوربین حرکت می‌کند. به محض برخورد موشک با هدف حتی در زاویه‌های بالا یعنی تا زاویه ۸۰ درجه مواد انفجاری آن آتش می‌گیرد.

## مزایا
◊ می‌تواند توسط ۲ نفر راه اندازی و پرتاب شود.
◊ مقاوم در برابر اقدامات متقابل.
◊ قابل اعتماد> ۹۵ ٪ برخورد در ۱۰۰٫۰۰۰ شلیک.
◊ پشتیبانی آتش در برابر همه اهداف زمینی.
◊ نسخه جدید میلان ۳ ارتقا داده شده برای نابود کردن دقیقتر و مقاوم در جمینگ
◊ دقت، قابلیت اطمینان، انعطاف‌پذیری استفاده تاکتیکی، تدارکات آسان است.
◊ در اختیار داشتن ۷۵٪ بازار تسلیحات متوسط ضد تانک.

## کاربران
افغانستان، الجزایر، استرالیا، برزیل، بوسنی و هرزگوین، بلژیک، چاد، اکوادور، استونی، قبرس، مصر، فرانسه، آلمان، سوریه، یونان، هند، ایرلند، ایران، عراق، ایتالیا، کنیا، لبنان، لیبی، مکزیک، پاکستان، پرتغال، چین، روسیه، سنگاپور، آفریقای جنوبی، اروگوئه، مراکش، اسپانیا، ترکیه، انگلیس ، اقلیم کردستان عراق
این موشک در رسته پیاده‌نظام ارتش بلژیک، نیروی زمینی کرواسی، رستهٔ پیاده‌نظام و سواره نظام فرانسه، رسته سواره نظام و پیاده‌نظام ارتش آلمان، ارتش یونان، رستهٔ پیاده‌نظام ارتش هندوستان، ارتش ایتالیا، رسته پیاده‌نظام ارتش کنیا، ارتش ترکیه و ارتش اروگوئه به کار گرفته می‌شود. موشک میلان در رستهٔ پیاده‌نظام و سواره نظام ارتش استرالیا به کار گرفته می‌شد؛ ولی از اوایل دههٔ ۱۹۹۰ استرالیا این موشک را از لیست موشک‌های خود خارج کرد. نیروی دریایی پادشاهی انگلستان و رسته پیاده‌نظام ارتش این کشور نیز این موشک را به کار می‌برد.در سالهای اخیر این موشک درقالب کمکهای تسلیحاتی از طرف فرانسه و المان در اختیار نیروهای پیشمرگ اقلیم کردستان عراق قرار داده شد تااز ان در جنگ علیه داعش استفاده شود و باعث برتری قوای کرد در مقابل تروریستهای داعش شد